# Academia China de Aerodinámica Aeroespacial
La Academia China de Aerodinámica Aeroespacial o CAAA (siglas del inglés China Academy of Aerospace Aerodynamics; en chino: 中国航天空气动力技术研究院) es una organización de investigación y fabricación de cohetes, misiles y vehículos aéreos no tripulados (UAV). Basada en Beijing, China, la CAAA es una filial de la Corporación de Ciencia y Tecnología Aeroespacial de China (CASC).

## Actividad
CAAA produce los populares UAV Rainbow de exportación militar de China, así como los UAV PW.

## Historia
Fundada en 1956, la CAAA se conocía anteriormente como el Instituto de Aerodinámica de Beijing (BIA) y el Instituto 701 de CASC. Hoy en día, también es conocida como la 11.ª Academia de CASC.